# Залізничне (Роздільнянський район)
Залізни́чне (до 09.06.1958 Будьонне) — село в Україні, у Новоборисівській сільській громаді Роздільнянського району Одеської області. Населення становить 83 осіб.
До 17 липня 2020 року було підпорядковане Великомихайлівському району, який був ліквідований.

## Населення
Згідно з переписом 1989 року населення села становило 81 особа, з яких 36 чоловіків та 45 жінок.
За переписом населення 2001 року в селі мешкали 83 особи.

### Мова
Розподіл населення за рідною мовою за даними перепису 2001 року:
| Мова       | Чисельність | Відсоток |
| ---------- | ----------- | -------- |
| українська | 59          | 71,08%   |
| румунська  | 12          | 14,46%   |
| болгарська | 6           | 7,23%    |
| російська  | 5           | 6,03%    |
| інші       | 1           | 1,20%    |
| Усього     | 83          | 100%     |